# 養春院
養春院（ようしゅんいん、慶安2年（1649年） - 寛文7年6月28日（1667年8月17日））は、江戸時代の女性で、4代将軍・徳川家綱の側室。俗名は振。

## 生涯
神祇少副・吉田兼起の娘として生まれ、その後明暦3年（1657年）に父が没し、家を嗣いだ弟兼敬の養女となる。
寛文5年（1665年）、大奥の上臈御年寄である飛鳥井局の推薦で京都から江戸に下向して大奥へ入る。「生きた吉祥天」と称されるほどの京美人であったと言われている。
2年後の寛文7年（1667年）に懐胎の兆しが現れるが、傷寒（急性熱性疾患）にかかり、同年6月28日に19歳で没する。墓所は東京都新宿区の済松寺正光院。